# Dyscia cuniculina
Dyscia cuniculina är en fjärilsart som beskrevs av Jacob Hübner 1790. Dyscia cuniculina ingår i släktet Dyscia och familjen mätare. Inga underarter finns listade i Catalogue of Life.